# لورا نیکولز
لورا نیکولز (به انگلیسی: Laura Nicholls (swimming)) (زادهٔ ۲۵ سپتامبر ۱۹۷۸) شناگر اهل کانادا است.